# Kenji Yamamoto
Kenji Yamamoto (山本 健二 Yamamoto Kenji?), född 28 augusti 1965 i Yamanashi prefektur, är en japansk tidigare fotbollsspelare.
Yamamoto började sin karriär 1988 i Furukawa Electric (JEF United Ichihara). 1993 flyttade han till NTT Kanto. Han gick tillbaka till JEF United Ichihara 1994. Han avslutade karriären 1995.